# George du Maurier

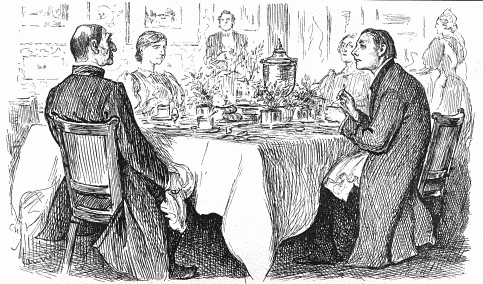
True humility, teckning i tidningen Punch av George du Maurier.

George Louis Palmella Busson du Maurier, född 6 mars 1834 i Paris, död 8 oktober 1896 i Hampstead, London, var en brittisk tecknare och författare. Han var far till skådespelaren Gerald du Maurier.
Du Maurier studerade konst i Paris och flyttade till Antwerpen i Belgien där han senare förlorade synförmågan på sitt vänstra öga. Han gick hos en ögonläkare i Düsseldorf i Tyskland där han träffade sin blivande fru, Emma Wightwick. Han följde med henne till London där han gifte sig med henne 1863.
1865 blev han medlem i den grupp som gav ut den satiriska tidningen Punch, där han ritade två teckningar i veckan som var karikatyrer ur socitetslivet och prerafaeliternas konstinriktning. Hans mest berömda teckning, True Humility, var ursprunget till ett brittiskt ordspråk.
På grund av sin allt mer försämrade synförmåga, drog sig du Maurier tillbaka från Punch 1891 och bosatte sig i Hampstead där han skrev tre romaner, varav den sista gavs ut postumt.
Hans andra roman, Trilby, en berättelse om den fattige konstnärsmodellen Trilby O'Ferrall som omvandlades till diva av det fiktiva elaka musikgeniet och hypnotisören Svengali, nådde enorma framgångar. Tvålar, sånger, danser, tandkräm och en stad i USA namngavs efter hjälten, och en typ av smalbrättad hatt som bars under produktionen av en dramatisering av romanen i London kallas ibland för trilby. Handlingen inspirerade Gaston Leroux till Fantomen på Operan 1910 och de otaliga verk som går att härleda till den. Även om du Maurier inledningsvis var förbryllad över framgången så blev han till slut trött på den ständiga uppmärksamheten kring romanen.
George du Maurier var nära vän med författaren Henry James. Deras vänskap återgavs i David Lodges Author, Author.
Han var far till Gerald du Maurier och farfar till Daphne du Maurier. Han var även far till Sylvia Llewelyn-Davies och därigenom morfar till de pojkar som gav sir James Barrie inspirationen till Peter Pan.
Han begravdes på Saint Johns kyrkogård i Hampsteads församling i London.

## Romaner
- Peter Ibbetson - 1891
- Trilby - 1894 (svensk översättning Trilby:  roman ur konstnärslifvet, 1895)
- The Martian - 1897